# قرار مجلس الأمن التابع للأمم المتحدة رقم 1154
قرار مجلس الأمن التابع للأمم المتحدة رقم 1154 اعتمد بالإجماع بتاريخ 2 مارس 1998. بعد تأكيد القرار رقم 687 وجميع القرارات الأخرى ذات الصلة أقر المجلس مذكرة تفاهم وقعت بين الأمين العام كوفي أنان ونائب رئيس وزراء العراق طارق عزيز.